# Stanisław Derendarz
Stanisław Derendarz (ur. w 1928 r. w Babach, zm. w 1994 r.) – pisarz, poeta, gawędziarz, muzyk ludowy.
Mieszkał we wsi Raciborowice w gminie Moszczenica w powiecie piotrkowskim, gdzie zajmował się prowadzeniem gospodarstwa rolnego. 
Należał do Stowarzyszenia Twórców Ludowych. 

## Historia
Debiutował w 1965 r. na łamach „Głosu Robotniczego”. Tworzył wiersze, opowiadania oraz gawędy, które opublikowały m.in. Twórczość Ludowa, Gromada Rolnik Polski, Tygodnik Piotrkowski oraz Zbliżenia Piotrkowskie.
Pisał również teksty piosenek dla kapeli ludowej „Tkacze” z Moszczenicy. Utwory S. Derendarza prezentował film Krystyny Widerman „Gniazdo Rodzinne” (1988 r.). W 1993 r. ukazał się tom jego wierszy pt. „...I dotąd będę...”.

## Nagrody
Był laureatem wielu nagród, m.in. III nagrody w konkursie indywidualnym (skrzypce) podczas Festiwalu Kapel i Śpiewaków Ludowych w Kazimierzu Dolnym n. Wisłą (1978 r.) oraz I nagrody w Turnieju Jednego Wiersza podczas Ogólnopolskich Spotkań Poetyckich (1989 r.). Odnosił również sukcesy w Ogólnopolskim Konkursie Literackim im. Jana Pocka (nagrody w dziedzinie prozy i poezji). W 1983 r.  został uhonorowany Krzyżem Kawalerskim Orderu Odrodzenia Polski.